# Abdullah as-Sallal

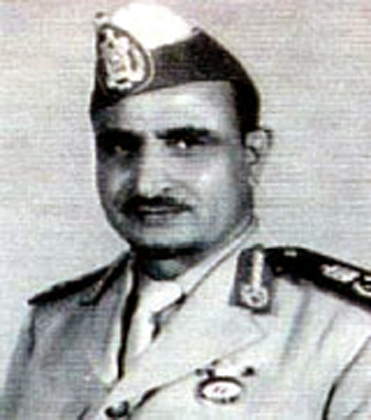
Abdullah as-Sallal

Abdullah as-Sallal (Arabisch: عبد الله السلال, ʿAbdu llāh as-Sallāl) (Sha'asan, Sanhan district 9 januari 1917 - Sanaa, 5 maart 1994), was een Noord-Jemenitisch generaal en politicus die tot een sjiitische Zaydi familie behoorde. In 1948 was hij betrokken bij een staatsgreep die voor een maand een einde maakte aan de monarchie van Imam Abdullah ibn Yahya. Nadat de Imam/koning opnieuw aan de macht was gekomen werd Sallal ter dood veroordeeld, maar de straf werd omgezet in 7 jaar gevangenisstraf. In 1955 werd hij gouverneur van de Hudaida provincie en in 1956 werd hij commandant van de garde van kroonprins Muhammad al-Badr. Hij werd in september 1962 door de nieuwe Imam/koning Muhammad al-Badr aangesteld als commandant van de paleiswacht. Op 26 september 1962 pleegde hij een staatsgreep en werd president en premier van de Jemenitische Arabische Republiek. Imam al-Badr vluchtte naar de bergen en organiseerde het royalistisch verzet tegen de republikeinen. Terwijl de royalisten werden gesteund door Saoedi-Arabië ontving president Sallal steun van Egypte. 
In 1963 trad Sallal als premier af. Van 1966 tot 1967 was hij opnieuw premier. Tijdens een bezoek aan de Sovjet-Unie in december 1967 werd er een staatsgreep gepleegd die een einde maakte aan zijn bewind. Hij woonde tot 1980 in het buitenland, maar kon daarna naar Noord-Jemen terugkeren. Hij overleed in 1994.